# Zonsverduisteringen van 2051 t/m 2060
De periode 2051 t/m 2060 bevat 23 zonsverduisteringen. Deze zijn onderverdeeld in de volgende typen:
- 7 totale
- 7 ringvormige
- 0 hybride
- 9 gedeeltelijke

## Overzicht
Onderstaand overzicht bevat alle details van deze zonsverduisteringen.
| Datum        | UTC op Max | Type         | Stijl                     | Saros nr | Magni- tude | Lengte op Max | Regio's in het gehele eclipsgebied                                                       | Regio's met het eclipspad                                                                                               |
| ------------ | ---------- | ------------ | ------------------------- | -------- | ----------- | ------------- | ---------------------------------------------------------------------------------------- | --- |
| 11 apr. 2051 | 02:10:38   | gedeeltelijk |                           | 120      | 0.985       | -             | Azië, Alaska, Canada, Groenland                                                          | |
| 4 okt. 2051  | 21:02:14   | gedeeltelijk |                           | 125      | 0.602       | -             | zuidpoolgebied, Australië, Nieuw-Zeeland                                                 | |
| 30 mrt. 2052 | 18:31:52   | totaal       | centraal                  | 130      | 1.047       | 04m08s        | Noord-Amerika, Midden-Amerika, Noordelijk Zuid-Amerika                                   | Centraal Stille Oceaan, Mexico, VS, Centraal Atlantische Oceaan                                                         |
| 22 sep. 2052 | 23:39:09   | ringvormig   | centraal                  | 135      | 0.973       | 02m51s        | Australië, Nieuw-Zeeland, zuidpoolgebied, Westelijk Indië                                | Liberia, Ivoorkust, Ghana, Togo, Benin, Nigeria, Kameroen, Tsjaad, Centraal-Afrikaanse Republiek, Sudan, Kenia, Somalië |
| 20 mrt. 2053 | 07:08:19   | ringvormig   | centraal                  | 140      | 0.992       | 00m50s        | Afrika, Indië, Australië, zuidpoolgebied                                                 | Centraal India, Indonesië                                                                                               |
| 12 sep. 2053 | 09:34:09   | totaal       | centraal                  | 145      | 1.033       | 03m04s        | Afrika, Europa, Azië                                                                     | Groenland, Marokko, Algerije, Tunesië, Libië, Egypte. Saüdi Arabië, Indonesië                                           |
| 9 mrt. 2054  | 12:33:40   | gedeeltelijk |                           | 150      | 0.668       | -             | zuidpoolgebied, Zuid-Afrika, Madagaskar, Chili                                           | |
| 3 aug. 2054  | 18:04:01   | gedeeltelijk | laatste eclips Sarosserie | 117      | 0.066       | -             | zuidpoolgebied                                                                           | |
| 2 sep. 2054  | 01:09:33   | gedeeltelijk |                           | 155      | 0.979       | -             | Azië, Noord-Amerika                                                                      | |
| 27 jan. 2055 | 17:54:05   | gedeeltelijk |                           | 122      | 0.693       | -             | Noord-Amerika, Westelijke Caraïben                                                       | Zuidelijk Atlantische Oceaan, Indische Oceaan                                                                           |
| 24 juli 2055 | 09:57:49   | totaal       | centraal                  | 127      | 1.036       | 03m17s        | Afrika, zuidpoolgebied                                                                   | Zuid-Afrika |
| 16 jan. 2056 | 22:16:45   | ringvormig   | centraal                  | 132      | 0.976       | 02m52s        | Centraal Stille Oceaan, Westelijk Noord-Amerika                                          | Nieuw-Zeeland, Mexico                                                                                                   |
| 12 juli 2056 | 20:21:58   | ringvormig   | centraal                  | 137      | 0.988       | 01m26s        | Centraal Stille Oceaan, Zuidelijk Noord-Amerika, Midden-Amerika, Noordelijk Zuid-Amerika | Colombia, Ecuador, Peru, Brazilië                                                                                       |
| 5 jan. 2057  | 09:47:51   | totaal       | centraal                  | 142      | 1.029       | 02m29s        | Afrika, zuidpoolgebied, Australië                                                        | Maleisië, Indonesië, Nieuw Guinea, Australië, Nieuw-Zeeland                                                             |
| 1 juli 2057  | 23:40:15   | ringvormig   | centraal                  | 147      | 0.946       | 04m22s        | Azië, Noord-Amerika                                                                      | China, Mongolië, Rusland, Canada, VS                                                                                    |
| 26 dec. 2057 | 01:14:35   | totaal       | centraal                  | 152      | 1.035       | 01m50s        | zuidpoolgebied, Australië                                                                | |
| 22 mei 2058  | 10:39:25   | gedeeltelijk |                           | 119      | 0.414       | -             | Zuidelijk Afrika                                                                         | |
| 21 juni 2058 | 00:19:34   | gedeeltelijk | eerste eclips Sarosserie  | 157      | 0.126       | -             | Noordelijk Azië, Noordelijk Europa, noordpoolgebied                                      | Mauritanië, Westelijke Sahara, Mali, Algerije, Tunesië, Griekenland, Turkije, Rusland, Kazachstan, China                |
| 16 nov. 2058 | 03:23:07   | gedeeltelijk |                           | 124      | 0.764       | -             | Noordoostelijk Azië                                                                      | |
| 11 mei 2059  | 19:22:15   | totaal       | centraal                  | 129      | 1.024       | 02m23s        | Noord-Amerika, Midden-Amerika, Zuid-Amerika                                              | Centraal Stille Oceaan, Ecuador, Peru, Brazilië                                                                         |
| 5 nov. 2059  | 09:18:14   | ringvormig   | centraal                  | 134      | 0.942       | 07m00s        | Afrika, Europa, Azië                                                                     | Frankrijk, Libië, Egypte, Sudan, Ethiopia, Eritrea, Somalië, Indonesië                                                  |
| 30 apr. 2060 | 10:09:59   | totaal       | centraal                  | 139      | 1.066       | 05m15s        | Afrika, Azië                                                                             | Ivoorkust, Ghana, Togo, Benin, Nigeria, Niger, Tsjaad, Libië, Egypte, Turkije, Kazachstan, Rusland                      |
| 24 okt. 2060 | 09:24:10   | ringvormig   | centraal                  | 144      | 0.928       | 08m06s        | Afrika, zuidpoolgebied, Zuid-Amerika                                                     | Canada, Groenland, Verenigd Koninkrijk, Frankrijk                                                                       |

### Legenda
| Kolomhoofd                         | Uitleg                                                                                                |
| ---------------------------------- | --- |
| Datum                              | Datum op het moment van het maximum van de eclips                                                     |
| UTC op Max                         | Tijd in UTC op het moment van het maximum van de eclips                                               |
| Type                               | Type van de eclips                                                                                    |
| Stijl                              | Binnen een type zijn verschillende stijlen mogelijk                                                   |
| Sarosnr                            | Het nr van de sarosreeks waartoe de eclips behoort                                                    |
| Magnitude                          | Percentage van verduistering van de middellijn van de zon op het moment van het maximum van de eclips |
| Lengte op Max                      | Tijdsduur van de eclips op de plek met het maximum                                                    |
| Regio's in het gehele eclipsgebied | Gebieden waar de eclips of een gedeelte ervan te zien is                                              |
| Landen met het eclipspad           | Landen waar de eclips totaal of ringvormig te zien is                                                 |